# Großkahl
Großkahl ist ein Gemeindeteil der Gemeinde Kleinkahl im unterfränkischen Landkreis Aschaffenburg in Bayern.

## Geographie
Das Dorf Großkahl liegt auf 250 m ü. NHN im oberen Kahlgrund an der Staatsstraße 2305 zwischen Großlaudenbach und Wiesen. Die Kahl trennt Großkahl von Kleinkahl. Westlich von Großkahl befindet sich das Dorf Unterwestern, östlich liegt Edelbach. Der topographisch höchste Punkt der Dorfgemarkung befindet sich am Lindenberg, nordöstlich des Ortes mit 458 m ü. NHN, der niedrigste liegt an der Kahl auf 230 m ü. NHN. Nördlich erstreckt sich der Habersberg (428 m). Durch Großkahl führt der Kahltal-Spessart-Radweg.

### Nachbargemarkungen
Folgende Gemarkungen grenzen an das Ortsgebiet von Großkahl:
| Unterwestern   | Huckelheim                                  | Roßbach und Bieber                     |
|                | Kompassrose, die auf Nachbargemeinden zeigt | Wiesener Forst (gemeindefreies Gebiet) |
| Großlaudenbach |                                             | Edelbach und Kleinkahl                 |

## Name
Seinen Namen hat das Dorf vom Fluss Kahl (siehe Name der Kahl), der durch den Ort fließt. Der Namenszusatz "Groß" wurde hinzugefügt, um die Ortschaft von Kleinkahl, Sommerkahl, Feldkahl und Kahl am Main zu unterscheiden.

## Geschichte
Zum Ende des Alten Reiches lag Großkahl unter der Bezeichnung Kahl im Landgericht Krombach der Grafen von Schönborn und fiel 1806 im Zuge der Mediatisierung an das Fürstentum Aschaffenburg. Ab 1810 lag die Mairie Kahl in der Districtsmairie Krombach des Departements Aschaffenburg im Großherzogtum Frankfurt. 1812 hatte die Mairie Kahl mit der Kahler Glashütte und dem Weserichshof 48 Feuerstellen und 237 Einwohner. Maire war Johann Adam Streitenberger.
Die Gemeinde Großkahl gehörte zum Bezirksamt Alzenau, das am 1. Juli 1862 gebildet wurde. Dieses wurde am 1. Januar 1939 zum Landkreis Alzenau in Unterfranken.
Am 1. Januar 1972 wurde die bis dahin selbstständige Gemeinde nach Edelbach eingemeindet.